# Pity Martínez
Gonzalo Nicolás Martínez (Guaymallén, 13 de junio de 1993), mayormente conocido como Pity Martínez, es un futbolista argentino que juega de extremo o volante ofensivo en el Club Atlético River Plate de la Primera División de Argentina.
Surgido en Huracán, fue campeón de la Copa Argentina 2013-14. Luego ganó la Copa Libertadores de América (2015 y 2018) con River Plate. Fue elegido «mejor futbolista de América» e incluido en el Equipo Ideal de América en 2018, ambas por el diario El País. Además, estuvo presente en el Equipo Ideal de la Copa Libertadores (2018).

## Trayectoria

### Huracán
Debutó profesionalmente el 10 de septiembre del 2011, vistiendo la camiseta del C. A. Huracán contra el Almirante Brown por la quinta fecha de la Primera B Nacional 2011-12, en lo que sería derrota como local por 1:2. Se afianzó como titular en la temporada 2012-13 de la Primera B Nacional, jugando más de 18 partidos como titular.
Con la llegada de Frank Kudelka, comenzó a tener mayor rodaje hasta conseguir la titularidad. Por la octava fecha de la temporada 2013-14 de la Primera B Nacional, marcó su primer gol ante el Instituto A. C. C. en el partido donde su equipo finalmente perdió 1:3. Por la última fecha de la misma temporada, con un gol frente a Almirante Brown, logró que su equipo fuera a un desempate al igualar el tercer lugar de la clasificación con el C. A. Independiente, el cual perdió 0:2 con un gol polémicamente anulado que significaba el empate transitorio.
El 26 de noviembre de 2014, se consagró campeón de la Copa Argentina 2013-14, ganándole la final al C. A. Rosario Central, luego de empatar 0:0 y triunfar en los penales por 5:4. Su compañero de equipo Marcos Díaz fue la figura en esta instancia al tapar dos ejecuciones.
Unos días después, jugó una final por el ascenso frente a Atlético Tucumán, luego que ambos clubes hubieran empatado en el quinto puesto. El encuentro terminó con una victoria para el «Globo» por 4:1, lo que significó su regreso a la Primera División luego de cuatro años de ausencia.

### River Plate
De cara a la temporada 2015, Marcelo Gallardo solicitó su incorporación para reforzar al C. A. River Plate en los aspectos ofensivos y creativos. El 20 de enero de 2015 se oficializó su contratación, a cambio de U$S 4 500 000 por el 75 % de su pase.
Realizó su debut oficial en la ida de la Recopa Sudamericana 2015 frente al C. A. San Lorenzo de Almagro, ingresando a los 16 minutos del tiempo complementario por Rodrigo Mora, en lo que fue victoria de su equipo por 1:0 con gol de Carlos Sánchez luego de una asistencia de Martínez. El 11 de febrero, en la vuelta, su equipo volvió a ganar por la mínima diferencia, 1:0, con un nuevo gol de Carlos Sánchez, culminando con un global de 2:0 y proclamándose así campeón de dicho torneo. De esa manera, el «Pity» sumó su primera estrella con el club millonario.
La primera fecha de la liga 2015, frente al C. A. Sarmiento de Junín significó su debut en la máxima categoría del fútbol argentino, con victoria de su equipo 1:4. Martínez fue el asistidor de los primeros dos goles del partido, a Carlos Sánchez y Fernando Cavenaghi, respectivamente. El 19 de febrero debutó en el grupo 6 de la Copa Libertadores como visitante contra San José de Oruro, arrancando como titular. Su equipo caería 0:2 en Bolivia.
El 22 de febrero en la segunda fecha del torneo, en un empate 2:2 frente al Quilmes A. C. en el cual ingresó en el segundo tiempo y jugó 20 minutos, Martínez sufrió un esguince de ligamento que lo marginaría tres semanas. El 17 de marzo realizó su primer gol en River: luego de un gran control encaró hacia el centro del área, enganchó ante la salida del defensor rival, y definió entre las piernas del arquero marcando el empate parcial. Si bien su equipo terminó el primer tiempo perdiendo por 3:1 ante el elenco de Arsenal de Sarandi, su equipo pudo reaccionar a tiempo e igualó el marcador 3:3 final.
En la semana previa al Superclásico, el técnico Marcelo Gallardo lo eligió para ser el titular por la suspensión de Teófilo Gutiérrez. Si bien Martínez ya había jugado dos clásicos, éste sería el primero como titular. El 14 de mayo integró el once inicial en el partido de vuelta de los octavos de final de la Copa Libertadores contra el clásico rival C. A. Boca Juniors (en la ida habían ganado 1:0), solo se jugó el primer tiempo, ya que los futbolistas de River fueron atacados con gas pimienta y consecuentemente no pudieron salir a jugar el segundo tiempo. Luego de la suspensión del partido la Conmebol dictaminó que River Plate pasaría directamente a cuartos de final sin tener que jugar los 45 minutos restantes.
El 7 de junio jugó desde el arranque en el último partido antes del parate del campeonato, en el que conjunto «Millonario» empató como visitante ante Olimpo de Bahía Blanca por 1:1. Martínez fue el autor del gol de su equipo en el minuto 42 del segundo tiempo: tras un córner la pelota se desvió y el Pity la agarró de volea y la colocó en el palo izquierdo del arquero.
En 2016, luego de la pretemporada, en la primera fecha del Campeonato de Primera División, River Plate empataba 1:1 vs Quilmes en el Estadio «Monumental» y finalizando el primer tiempo Martínez metió un bombazo desde afuera del área y convirtió un gol para el 2:1. Festejó con un polémico gesto de silencio hacia la hinchada riverplatense, que venía silbándolo debido a las malas actuaciones que venía teniendo. El partido finalizó 5:1 a favor de River Plate con un doblete de Martínez.
Durante la temporada 2017-18, el Pity le marcó a Boca dos goles sumamente parecidos en «La Bombonera». El 14 de mayo de 2017, Martínez convirtió el 1:0 con un zurdazo de volea tras un centro de Sebastián Driussi. El 23 de septiembre de 2018, convirtió nuevamente con un zurdazo de volea, esta vez tras un intento de despeje de Emmanuel Mas (defensor de Boca). Ambos goles ocurrieron a los 14 minutos del primer tiempo, marcaron el 1:0 y el arquero era Agustín Rossi. Además, en ambos partidos Martínez salió lesionado. El mismo año, el 14 de marzo de 2018, River se consagró campeón de la Supercopa Argentina 2017 ante Boca y nuevamente el Pity le convirtió un gol al «Xeneize». La hinchada riverplatense creó un canto en el cual se nombra a Gonzalo Martínez, siendo un caso particular que un jugador tenga un canto de hinchada.
Fue una de las figuras en la consagración de River en la Copa Libertadores 2018. Marcó un gol de penal decisivo para eliminar a Gremio de Porto Alegre en las semifinales. Luego, el 9 de diciembre de 2018, convirtió el tercer tanto en la final ante Boca en el Estadio Santiago Bernabéu de Madrid.
Durante la Copa Mundial de Clubes de la FIFA 2018 falló un penal decisivo en el empate 2:2 contra Al-Ain F. C. de Emiratos Árabes Unidos en semifinales y River quedó eliminado perdiendo en la tanda de penales (4:5). En el partido por el tercer lugar contra Kashima Antlers de Japón (su último partido con River), ingresó a los 70 minutos, marcó el 2:0 parcial (73') y el 4:0 final (90+3').

### Atlanta United
El 24 de enero de 2019 se confirmó el traspaso de Martínez al Atlanta United F. C. de la Major League Soccer (MLS). El 12 de mayo de 2019, Martínez anotó su primer gol con el Atlanta United durante la victoria por 1-0 contra el Orlando City S. C.  Anotó el gol de la victoria en la victoria final de la Copa Abierta de Estados Unidos sobre Minnesota United el 27 de agosto. 

### Al-Nassr
El 7 de septiembre de 2020, Martínez se unió a Al-Nassr F. C. de la Liga Profesional Saudita por una tarifa de transferencia informada de $18 millones. Se coronó campeón de la Supercopa de Arabia Saudita 2020-21.
El 11 de marzo de 2021 sufrió la rotura del ligamento cruzado de la rodilla derecha, que lo obligó a estar más de nueve meses inactivo. Regresó a jugar un partido en diciembre del mismo año, ingresando desde el banco de suplentes contra el Al-Ahli por el campeonato Saudí. A comienzos de septiembre de 2022, Martínez anunció que tenía una afección cardíaca y necesitaba un mínimo de dos semanas de reposo deportivo. En febrero de 2023, el jugador volvió a padecer una lesión ligamentaria grave, esta vez en la rodilla izquierda. En agosto de ese año abandonó Al-Nassr, tras haber convertido 13 goles en 58 partidos disputados en el club saudita.

### Regreso a River Plate
En agosto de 2023, el jugador, quien llevaba a cabo la etapa final de la recuperación de una ruptura en el ligamento colateral externo de la rodilla derecha que sufrió en febrero del mismo año jugando para el equipo saudita, decidió regresar a River Plate como refuerzo para la Copa de la Liga Profesional 2023. El club Millonario acordó pagar un resarcimiento a Al-Nassr para que el jugador rescindiera el vínculo, ya que aún le restaba un año de contrato. A fines de agosto recibió el alta médica por la lesión ligamentaria y se incorporó a los entrenamientos. Volvió a jugar un partido el 24 de septiembre, ingresando como suplente en el duelo contra Banfield que terminó 1-1 por la fecha 6 de la Copa de la Liga. En la siguiente fecha volvió a sumar minutos entrando a los 37' del segundo tiempo en la victoria 2-0 sobre Boca Juniors en la Bombonera. Marcó su primer gol tras su regreso al club el 3 de noviembre frente a Huracán por la fecha 12 del torneo.
El 14 de enero de 2024, River Plate anunció que Martínez había sufrido la rotura de ligamentos cruzados de la rodilla izquierda. El hecho se produjo en un amistoso de pretemporada disputado en Estados Unidos el día anterior. Durante el partido al mediocampista se le trabó la articulación y quedó tirado en el campo de juego, sin embargo, pudo seguir jugando el resto de la etapa inicial. Al día siguiente, sintió dolor en la zona y se sometió a una resonancia magnética que confirmó la grave lesión.

## Selección nacional
El 17 de agosto de 2018, Martínez fue convocado por Lionel Scaloni a la selección argentina para jugar los encuentros amistosos del 8 y 11 de septiembre frente a Guatemala y Colombia. El 8 de septiembre, Martínez debutó con la casaca albiceleste en el partido ante Guatemala, marcando un gol desde el punto penal a los 27' del primer tiempo para poner el 1-0 parcial, que finalizaría en un marcador final de 3-0 a favor de Argentina. El Pity completó la gira jugando en un muy buen nivel frente a la Selección de Colombia, en un partido terminado en empate 0 a 0. En marzo de 2019, fue convocado a un amistoso de preparación a la Copa América de ese año, frente a la Selección de Venezuela en el Estadio Wanda Metropolitano. Gonzalo jugó desde el arranque y fue reemplazado en lo que sería derrota de la albiceleste por 3 a 1.

## Estadísticas

### Clubes
- Actualizado hasta el 29 de enero de 2025

| Club | Div.                | Temporada           | Liga  | Liga  | Liga   | Copas Nacionales(2) | Copas Nacionales(2) | Copas Nacionales(2) | Torneos Internacionales(3) | Torneos Internacionales(3) | Torneos Internacionales(3) | Total | Total | Total  | Media goleadora(4) |
| Club | Div.                | Temporada           | Part. | Goles | Asist. | Part.               | Goles               | Asist.              | Part.                      | Goles                      | Asist.                     | Part. | Goles | Asist. | Media goleadora(4) |
| --- | ------------------- | ------------------- | ----- | ----- | ------ | ------------------- | ------------------- | ------------------- | -------------------------- | -------------------------- | -------------------------- | ----- | ----- | ------ | ------------------ |
| Huracán Argentina | 2.ª                 | 2011-12             | 15    | 0     | 1      | 0                   | 0                   | 0                   | -                          | -                          | -                          | 15    | 0     | 1      | 0,37               |
| Huracán Argentina | 2.ª                 | 2012-13             | 28    | 0     | 5      | 2                   | 0                   | 1                   | -                          | -                          | -                          | 30    | 0     | 6      | 0,65               |
| Huracán Argentina | 2.ª                 | 2013-14             | 29    | 4     | 4      | 0                   | 0                   | 0                   | -                          | -                          | -                          | 29    | 4     | 4      | 0,61               |
| Huracán Argentina | 2.ª                 | 2014                | 21    | 4     | 3      | 5                   | 2                   | 1                   | -                          | -                          | -                          | 26    | 6     | 4      | 0,57               |
| Huracán Argentina | Total club          | Total club          | 93    | 8     | 13     | 7                   | 2                   | 2                   | -                          | -                          | -                          | 100   | 10    | 15     | 0,59               |
| River Plate Argentina | 1.ª                 | 2015                | 25    | 4     | 5      | 3                   | 0                   | 0                   | 20                         | 1                          | 3                          | 48    | 5     | 8      | 0,22               |
| River Plate Argentina | 1.ª                 | 2016                | 14    | 3     | 1      | -                   | -                   | -                   | 3                          | 0                          | 1                          | 17    | 3     | 2      | 0,65               |
| River Plate Argentina | 1.ª                 | 2016-17             | 28    | 7     | 6      | 7                   | 1                   | 4                   | 7                          | 0                          | 1                          | 42    | 8     | 11     | 0.41               |
| River Plate Argentina | 1.ª                 | 2017-18             | 21    | 6     | 3      | 6                   | 4                   | 2                   | 11                         | 1                          | 3                          | 38    | 11    | 8      | 0.25               |
| River Plate Argentina | 1.ª                 | 2018-19             | 7     | 2     | 0      | 3                   | 2                   | 2                   | 8                          | 4                          | 3                          | 18    | 8     | 5      | 0,00               |
| River Plate Argentina | Total 1.ª etapa     | Total 1.ª etapa     | 95    | 22    | 15     | 19                  | 7                   | 8                   | 49                         | 6                          | 11                         | 163   | 35    | 34     | 0.42               |
| Atlanta United F. C. Estados Unidos | 1.ª                 | 2019                | 34    | 5     | 11     | 5                   | 2                   | 0                   | 5                          | 0                          | 0                          | 44    | 7     | 11     | 0,46               |
| Atlanta United F. C. Estados Unidos | 1.ª                 | 2020                | 7     | 3     | 1      | 0                   | 0                   | 0                   | 3                          | 2                          | 2                          | 10    | 5     | 3      | 0.17               |
| Atlanta United F. C. Estados Unidos | Total club          | Total club          | 41    | 8     | 12     | 5                   | 4                   | 0                   | 8                          | 2                          | 2                          | 54    | 12    | 14     |                    |
| Al-Nassr F. C. Arabia Saudita | 1.ª                 | 2020-21             | 18    | 3     | 6      | 4                   | 1                   | 1                   | 7                          | 1                          | 1                          | 29    | 5     | 8      | 0,21               |
| Al-Nassr F. C. Arabia Saudita | 1.ª                 | 2021-22             | 18    | 8     | 2      | 2                   | 0                   | 0                   | -                          | -                          | -                          | 20    | 8     | 2      | 0,38               |
| Al-Nassr F. C. Arabia Saudita | 1.ª                 | 2022-23             | 7     | 0     | 0      | 2                   | 0                   | 0                   | -                          | -                          | -                          | 9     | 0     | 0      | 0,21               |
| Al-Nassr F. C. Arabia Saudita | Total club          | Total club          | 43    | 11    | 8      | 8                   | 1                   | 1                   | 7                          | 1                          | 1                          | 58    | 13    | 10     | 0,29               |
| River Plate Argentina | 1.ª                 | 2023                | -     | -     | -      | 8                   | 1                   | 0                   | -                          | -                          | -                          | 8     | 1     | 0      | 0,40               |
| River Plate Argentina | 1.ª                 | 2024                | 9     | 1     | 4      | -                   | -                   | -                   | 1                          | 0                          | 0                          | 10    | 1     | 4      | 0,33               |
| River Plate Argentina | 1.ª                 | 2025                | 8     | 0     | 2      | 1                   | 0                   | 0                   | 2                          | 0                          | 0                          | 11    | 0     | 2      | 0,42               |
| River Plate Argentina | Total 2.ª etapa     | Total 2.ª etapa     | 17    | 1     | 6      | 9                   | 1                   | 0                   | 3                          | 0                          | 0                          | 29    | 2     | 6      | 0,40               |
| River Plate Argentina | Total club          | Total club          | 112   | 23    | 21     | 28                  | 8                   | 8                   | 52                         | 6                          | 11                         | 172   | 37    | 40     | 0,40               |
| Total en su carrera | Total en su carrera | Total en su carrera | 289   | 50    | 54     | 47                  | 13                  | 11                  | 67                         | 9                          | 14                         | 403   | 72    | 79     | 0.45               |
| (1) La copa nacional se refiere a la Copa de la Liga Profesional, Copa Argentina, Supercopa Argentina y U.S. Open Cup. (2) La copa internacional se refiere a la Copa Libertadores, Copa Sudamericana, Recopa Sudamericana, Copa Suruga Bank y Mundial de Clubes. (3) No incluye datos de partidos amistosos ni categorías inferiores. |                     |                     |       |       |        |                     |                     |                     |                            |                            |                            |       |       |        |                    |

- Actualizado hasta el 22 de marzo de 2019.

| Selección            | Año                  | Amistosos | Amistosos | Amistosos | Clasificación | Clasificación | Clasificación | Mundial | Mundial | Mundial | Sudamérica | Sudamérica | Sudamérica | Total | Total | Total |
| Selección            | Año                  | PJ        | G         | A         | PJ            | G             | A             | PJ      | G       | A       | PJ         | G          | A          | PJ    | G     | A     |
| Absoluta Argentina   | 2018                 | 2         | 1         | 0         | -             | -             | -             | -       | -       | -       | -          | -          | -          | 2     | 1     | 0     |
| Absoluta Argentina   | 2019                 | 1         | 0         | 0         | -             | -             | -             | -       | -       | -       | -          | -          | -          | 1     | 0     | 0     |
| Absoluta Argentina   | Total                | 3         | 1         | 0         | -             | -             | -             | -       | -       | -       | -          | -          | -          | 3     | 1     | 0     |
| Total en selecciones | Total en selecciones | 3         | 1         | 0         | -             | -             | -             | -       | -       | -       | -          | -          | -          | 3     | 1     | 0     |
| -------------------- | -------------------- | --------- | --------- | --------- | ------------- | ------------- | ------------- | ------- | ------- | ------- | ---------- | ---------- | ---------- | ----- | ----- | ----- |

### Dobletes y tripletes
| Lista de partidos en los que anotó 2 goles o más | Lista de partidos en los que anotó 2 goles o más | Lista de partidos en los que anotó 2 goles o más | Lista de partidos en los que anotó 2 goles o más | Lista de partidos en los que anotó 2 goles o más | Lista de partidos en los que anotó 2 goles o más | Lista de partidos en los que anotó 2 goles o más | Lista de partidos en los que anotó 2 goles o más |
| N.º                                              | Fecha                                            | Estadio                                          | Partido                                          | Goles                                            | Asistencias                                      | Resultado                                        | Competición                                      |
| ------------------------------------------------ | ------------------------------------------------ | ------------------------------------------------ | ------------------------------------------------ | ------------------------------------------------ | ------------------------------------------------ | ------------------------------------------------ | ------------------------------------------------ |
| 1                                                | 25 de septiembre de 2014                         | Estadio Diego Armando Maradona, Buenos Aires     | Huracán - Banfield                               |                                                  | 0                                                | 2 (3) - 2 (2)                                    | Copa Argentina 2013-14                           |
| 2                                                | 8 de febrero de 2016                             | Estadio Antonio Vespucio Liberti, Buenos Aires   | River Plate - Quilmes                            |                                                  | 0                                                | 5 - 1                                            | Campeonato de Primera División 2016              |
| 3                                                | 15 de agosto de 2017                             | Estadio Ernesto Martearena, Salta                | River Plate - Atlas                              |                                                  | 0                                                | 3 - 0                                            | Copa Argentina 2016-17                           |
| 4                                                | 22 de diciembre de 2018                          | Estadio Jeque Zayed, Abu Dabi                    | River Plate - Kashima Antlers                    |                                                  | 0                                                | 4 - 0                                            | Copa Mundial de Clubes 2018                      |

## Palmarés

### Títulos nacionales
| Título                      | Equipo            | País           | Año     |
| --------------------------- | ----------------- | -------------- | ------- |
| Copa Argentina              | C. A. Huracán     | Argentina      | 2013-14 |
| Copa Argentina              | C. A. River Plate | Argentina      | 2015-16 |
| Copa Argentina              | C. A. River Plate | Argentina      | 2016-17 |
| Supercopa Argentina         | C. A. River Plate | Argentina      | 2017    |
| U.S. Open Cup               | Atlanta United    | Estados Unidos | 2019    |
| Supercopa de Arabia Saudita | Al-Nassr          | Arabia Saudita | 2020    |
| Trofeo de Campeones         | C. A. River Plate | Argentina      | 2023    |

### Títulos internacionales
| Copa                | Club              | Sede         | Año  |
| ------------------- | ----------------- | ------------ | ---- |
| Recopa Sudamericana | C. A. River Plate | Buenos Aires | 2015 |
| Copa Libertadores   | C. A. River Plate | Buenos Aires | 2015 |
| Copa Suruga Bank    | C. A. River Plate | Suita        | 2015 |
| Recopa Sudamericana | C. A. River Plate | Buenos Aires | 2016 |
| Copa Libertadores   | C. A. River Plate | Madrid       | 2018 |

### Otros logros
| Título                     | Equipo        | País      | Año  |
| -------------------------- | ------------- | --------- | ---- |
| Ascenso a Primera División | C. A. Huracán | Argentina | 2014 |

### Distinciones individuales
| Distinción                                       | Año  |
| ------------------------------------------------ | ---- |
| Miembro del Equipo ideal de la Copa Argentina    | 2017 |
| Miembro del Equipo ideal de la Copa Argentina    | 2018 |
| Futbolista argentino del año                     | 2018 |
| Mejor jugador de la Copa Libertadores            | 2018 |
| Miembro del Equipo Ideal de la Copa Libertadores | 2018 |
| Mejor futbolista de América                      | 2018 |
| Miembro del Equipo Ideal de América              | 2018 |
| Miembro del Juego de las Estrellas de la MLS     | 2019 |